# Чулково (Тула)
Село Рожественно или село Чулково или Чулковая слобода или село Рожественное — первоначально отдельный населённый пункт к юго-востоку от Тулы, а с 1720-х годов ставший частью Тулы.

## История
В заметке «Историческое известие о Чулковской слободе (предместии), что в Туле» Николай Федорович Андреев утверждал, что в писцовой книге населённый пункт именовался «Слобода засечных сторожей выстроена у Малиновых ворот засеки»
В начале XVII века населённый пункт именовался Рожественное (в честь местной Христорождественской церкви) и принадлежал дворянину Фёдору Даниловичу Чулкову который в 1609 года вместе с М. В. Скопиным-Шуйским вёл переговоры со шведами. У Федора не было сыновей, а только дочь Феодосия и племянник. Феодосия Фёдоровна вышла замуж за Льва Ивановича Долматова-Карпова и в качестве приданного ей досталось «Тульского уезда, в стану Старом городищи, под самым городом Тулою село Рожественское, Чулково тожь». Николай Федорович Андреев в 1854 году предполагал, что в честь села была названа Чулковская дорога проходившая в 1650-е годы через Каширу, Венёв и Епифань.
В 1643 году Феодосия Фёдоровна умерла, а её муж Лев Иванович Долматов-Карпов умер в 1652 году. Абакум Федорович Иевлев в 1653 году написал челобитную царю Алексею Михайловичу прося отдать село Рожественное с прилегающими сто десятью чатями себе. Он обосновывал это тем, что так как у Льва и Феодосии не было ни детей, ни родственников то земля стала выморочной (оставшаяся без хозяина). Крестьяне после смерти владельца в 1655 году были рейтарами в Белгородский служебный полк и земли оказались пустыми. В 1684 году Абакум Федорович Иевлев написал новую челобитную уже на имя царя Фёдора Алексеевича и получил грамоту на это село. Но в этот же год Павел, Григорий Мироновичи и их родственник Клементий Матвеевич Чулков написали челобитные в которых обвиняли Иевлева во лжи, так как «село Рожественное, а Чюлкова тож» принадлежало «их деду» о чём Абакум Федорович умолчал, и доказывали своё право на село. Ни Н. Ф. Андреев в XIX век, ни Л В Бритенкова в XXI веке не знали, чем кончилась тяжба.
В 1711 году Клементий Матвеевич Чулков был назначен Петром I помощником начальника тульского оружейного завода и до 1715 года руководил оружейниками и оружейной слободой. В 1715 году его отстранили и в этом же году «село Рожественное, Чулкова тож» было куплено казной для заселения оружейниками. В 1731 году Чулково уже было частью Тулы составляя в конце XIX четверть Чулковской слободы (одного из трёх районов Тулы)Дореволюционный Чулковский район созданный на базе Чулковской слободы в 1936 году был преобразован и его ядро стало основой Пролетарского района.
На территории села Чулково ещё в XVII находилась Христорождественская церквь, а в 1732 году было выстроено новое каменное здание.
На плане Тулы 1741 Чулкова слобода на северо-западе граничила с Демидовским прудом на реке Тулица, на западе с территорией оружейного завода (иначе «городища»), на юге рекой Упой.
Через Чулково шли три дороги: Веневская (на север) Карницкая и Криволученская. Проходившая через Чулково южная часть Веневской дороги в 1918 году получила название Пролетарской улицы.

## Комментарии
1. ↑  М.Г. Спиридов утверждал, что это произошло в 1643 году [7] , но челобитная Абакума Ивлеева  приведённая Николаем Федоровичнм Андреевым в Москвитянине пишет «В прошлом во 161 году бил челом ….., а ево де Льва Ивановича в прошлом году не стало». 7161 году указанному челобитной соответствует 1652/1653 год н.э.
2. ↑  по родословной указанной у А.Лобанова-Ростовского Фёдор Данилович приходился им не родным дедом, а родным братом их прадеда Данилы Даниловича Чулкова